# Fraureuth
Fraureuth är en kommun och ort i Landkreis Zwickau i förbundslandet Sachsen i Tyskland. Kommunen har cirka 5 100 invånare.